# Biathlon-Juniorenweltmeisterschaften 2003
Die Biathlon-Juniorenweltmeisterschaften 2003 (offiziell: IBU Youth/Junior World Championships Biathlon 2003) begannen am 5. Februar 2003 und endeten am 9. Februar 2003. Der Austragungsort war in Kościelisko und damit erstmals seit 1969 wieder in Polen.

## Medaillenspiegel
| Platz | Land        |   |   |   |    |
| ----- | ----------- | - | - | - | -- |
| 01    | Russland    | 8 | 6 | 2 | 16 |
| 02    | Deutschland | 4 | 5 | 4 | 13 |
| 03    | Tschechien  | 1 | 2 | 6 | 9  |
| 04    | Belarus     | 1 | 0 | 1 | 2  |
| 05    | Finnland    | 1 | 0 | 0 | 1  |
| 05    | Frankreich  | 1 | 0 | 0 | 1  |
| 07    | Ukraine     | 0 | 1 | 1 | 2  |
| 08    | Bulgarien   | 0 | 1 | 0 | 1  |
| 08    | Slowakei    | 0 | 1 | 0 | 1  |
| 10    | Norwegen    | 0 | 0 | 2 | 2  |

Endstand nach 16 Wettbewerben

## Zeitplan
| Datum      | Männer  | Männer                        | Frauen  | Frauen                         |
| Datum      | Uhrzeit | Wettbewerb                    | Uhrzeit | Wettbewerb                     |
| ---------- | ------- | ----------------------------- | ------- | ------------------------------ |
| 5. Februar | 10:00   | Sprint Junioren (10 km)       | 14:00   | Sprint Juniorinnen (7,5 km)    |
| 5. Februar | 11:00   | Sprint Jugend (7,5 km)        | 15:00   | Sprint Jugend (6 km)           |
| 6. Februar | 11:00   | Verfolgung Junioren (12,5 km) | 14:05   | Verfolgung Juniorinnen (10 km) |
| 6. Februar | 12:00   | Verfolgung Jugend (10 km)     | 15:00   | Verfolgung Jugend (7,5 km)     |
| 8. Februar | 11:00   | Einzel Junioren (15 km)       | 15:00   | Einzel Juniorinnen (12,5 km)   |
| 8. Februar | 12:00   | Einzel Jugend (12,5 km)       | 16:00   | Einzel Jugend (10 km)          |
| 9. Februar | 9:30    | Staffel Junioren (4 × 7,5 km) | 13:30   | Staffel Juniorinnen (3 × 6 km) |
| 9. Februar | 11:15   | Staffel Jugend (3 × 7,5 km)   | 13:30   | Staffel Jugend (3 × 6 km)      |

## Ergebnisse

### Männliche Jugend
| Rang | Name                |
| ---- | ------------------- |
| 1    | Andrei Dubassow     |
| 2    | Kiril Wassilew      |
| 3    | Christoph Knie      |
| 4    | Robert Wick         |
| 5    | Rune Brattsveen     |
| 6    | Peter Dokl          |
| 7    | Emil Hegle Svendsen |
| 8    | Tobias Eberhard     |
| 9    | Simon Fourcade      |
| 10   | Vincent Porret      |

| Rang | Name                |
| ---- | ------------------- |
| 1    | Christoph Knie      |
| 2    | Oleh Bereschnyj     |
| 3    | Emil Hegle Svendsen |
| 4    | Markus Windisch     |
| 5    | Rune Brattsveen     |
| 6    | Iwan Pantschenko    |
| 7    | Vincent Porret      |
| 8    | Jens Zimmer         |
| 9    | Robert Wick         |
| 10   | Andrei Dubassow     |

| Rang | Name                |
| ---- | ------------------- |
| 1    | Simon Fourcade      |
| 2    | Robert Wick         |
| 3    | Emil Hegle Svendsen |
| 4    | Stanisław Karpiel   |
| 5    | Rune Brattsveen     |
| 6    | Iwan Pantschenko    |
| 7    | Heikki Raisanen     |
| 8    | Peter Dokl          |
| 9    | Wladislaw Moissejew |
| 10   | Kiril Wassilew      |

| Rang | Name                                                          |
| ---- | ------------------------------------------------------------- |
| 1    | RusslandWladislaw Moissejew Iwan Pantschenko Andrei Dubassow  |
| 2    | DeutschlandRobert Wick Jens Zimmer Christoph Knie             |
| 3    | UkraineAndrij Atroschenko Oleh Bereschnyj Ihor Jaschtschenko  |
| 4    | BelarusJauheni Schuleu Nikolai Werbizki Juri Scholkawitsch    |
| 5    | FinnlandJuha Pakkanen Heikki Raisanen Lasse Tanskanen         |
| 6    | SlowenienAndraž Šemrov Peter Dokl Klemen Bauer                |
| 7    | PolenKasimierz Obrochta Łukasz Zych Stanisław Karpiel         |
| 8    | Vereinigte StaatenKevin Patzoldt Benjamin Byrne Kurt Farchmin |
| 9    | ÖsterreichFranz Perwein Dominik Hafellner Christoph Stellwag  |
| 10   | SlowakeiPeter Vozár Mikuláš Schön Tomáš Sanitra               |

### Weibliche Jugend
| Rang | Name             |
| ---- | ---------------- |
| 1    | Marija Kossinowa |
| 2    | Anna Bulygina    |
| 3    | Jeanine Jung     |
| 4    | Friederike Göbel |
| 5    | Kaja Eckhoff     |
| 6    | Zuzana Tryznová  |
| 7    | Lada Dušková     |
| 8    | Sirli Hanni      |
| 9    | Linda Savļaka    |
| 10   | Petra Moravcová  |

| Rang | Name                   |
| ---- | ---------------------- |
| 1    | Marija Kossinowa       |
| 2    | Anastassija Schipulina |
| 3    | Anna Bulygina          |
| 4    | Tereza Hlavsová        |
| 5    | Friederike Göbel       |
| 6    | Sirli Hanni            |
| 7    | Lada Dušková           |
| 8    | Nina Karassewytsch     |
| 9    | Kaja Eckhoff           |
| 10   | Mervi Markkanen        |

| Rang | Name                   |
| ---- | ---------------------- |
| 1    | Tereza Hlavsová        |
| 2    | Anastassija Schipulina |
| 3    | Jeanine Jung           |
| 4    | Jana Gereková          |
| 5    | Kaja Eckhoff           |
| 6    | Anne Preußler          |
| 7    | Eveli Saue             |
| 8    | Sirli Hanni            |
| 9    | Kelsy Bouchard         |
| 10   | Veronika Lagun         |

| Rang | Name                                                           |
| ---- | -------------------------------------------------------------- |
| 1    | RusslandAnna Bulygina Anastassija Schipulina Marija Kossinowa  |
| 2    | DeutschlandAnne Preußler Friederike Göbel Jeanine Jung         |
| 3    | TschechienLada Dušková Petra Moravcová Tereza Hlavsová         |
| 4    | EstlandTagne Tähe Sirli Hanni Eveli Saue                       |
| 5    | ItalienRoberta Fiandino Elisa Bosonetto Germaine Roullet       |
| 6    | FinnlandMervi Markkanen Laura Pokela Katj Suhonen              |
| 7    | Vereinigte StaatenKelsy Bouchard Annelies Cook Brynden Manbeck |
| 8    | RumänienEmőke Szőcs Zsuzsanna Miklós Cristina Neculoiu         |
| 9    | UkraineNina Karassewytsch Olena Sulyma Olena Demydenko         |
| 10   | PolenPaulina Bobak Angelika Szrubianiec Joanna Leja            |

### Junioren
| Rang | Name                   |
| ---- | ---------------------- |
| 1    | Michael Rösch          |
| 2    | Michal Šlesingr        |
| 3    | Maxim Tschudow         |
| 4    | Ondřej Moravec         |
| 5    | Wital Perzau           |
| 6    | Edgars Piksons         |
| 7    | Magne Thorleiv Rønning |
| 8    | Miroslav Matiaško      |
| 9    | Jouni Kinnunen         |
| 10   | Sergei Sadownikow      |

| Rang | Name                |
| ---- | ------------------- |
| 1    | Maxim Tschudow      |
| 2    | Michal Šlesingr     |
| 3    | Ondřej Moravec      |
| 4    | Oleg Milowanow      |
| 5    | Matej Kazár         |
| 6    | Dušan Šimočko       |
| 7    | Hansjörg Reuter     |
| 8    | Michael Rösch       |
| 9    | Simon Eder          |
| 10   | Krzysztof Pływaczyk |

| Rang | Name              |
| ---- | ----------------- |
| 1    | Jouni Kinnunen    |
| 2    | Miroslav Matiaško |
| 3    | Ondřej Moravec    |
| 4    | Serhij Sednjew    |
| 5    | Oleg Milowanow    |
| 6    | Hansjörg Reuter   |
| 7    | Nikolai Koslow    |
| 8    | Mattias Nilsson   |
| 9    | Martin Balatka    |
| 10   | Norbert Schiller  |

| Rang | Name                                                                              |
| ---- | --------------------------------------------------------------------------------- |
| 1    | RusslandNikolai Koslow Sergei Sadownikow Oleg Milowanow Maxim Tschudow            |
| 2    | DeutschlandHansjörg Reuter Norbert Schiller Steve Renner Michael Rösch            |
| 3    | TschechienMartin Balatka Ondřej Moravec Jaroslav Soukup Michal Šlesingr           |
| 4    | NorwegenEmil Hegle Svendsen Magne Thorleiv Rønning Rune Brattsveen Frode Bukkvold |
| 5    | BelarusSjarhej Daschkewitsch Wital Perzau Andrei Slaunikau Aleksandr Mytnik       |
| 6    | SlowakeiMatej Kazár Miroslav Matiaško Peter Reguly Dušan Šimočko                  |
| 7    | UkraineDmytro Kolisnyk Juryj Tewykow Wiktor Potschnijok Serhij Sednjew            |
| 8    | ÖsterreichSimon Eder Alexander Nuss Stefan Rass Christian Lengauer-Stockner       |
| 9    | FinnlandJouni Kinnunen Tapio Pukki Janne Kantanen Jarkko Kauppinen                |
| 10   | ItalienMattia Cola Simone Jeantet Markus Franzelin Markus Windisch                |

### Juniorinnen
| Rang | Name             |
| ---- | ---------------- |
| 1    | Ljudmila Ananka  |
| 2    | Jana Romanowa    |
| 3    | Ute Niziak       |
| 4    | Uljana Denissowa |
| 5    | Jenny Adler      |
| 6    | Madara Līduma    |
| 7    | Katharina Echter |
| 8    | Dong Xue         |
| 9    | Célia Bourgeois  |
| 10   | Delphyne Peretto |

| Rang | Name             |
| ---- | ---------------- |
| 1    | Ute Niziak       |
| 2    | Jana Romanowa    |
| 3    | Magda Rezlerová  |
| 4    | Jenny Adler      |
| 5    | Delphyne Peretto |
| 6    | Célia Bourgeois  |
| 7    | Katharina Echter |
| 8    | Madara Līduma    |
| 9    | Alexandra Rusu   |
| 10   | Ljudmila Ananka  |

| Rang | Name                 |
| ---- | -------------------- |
| 1    | Ute Niziak           |
| 2    | Nadeschda Tschastina |
| 3    | Ljudmila Ananka      |
| 4    | Magda Rezlerová      |
| 5    | Jekaterina Jurjewa   |
| 6    | Uljana Denissowa     |
| 7    | Lenka Votočková      |
| 8    | Delphyne Peretto     |
| 9    | Barbara Ertl         |
| 10   | Ann Kristin Flatland |

| Rang | Name                                                          |
| ---- | ------------------------------------------------------------- |
| 1    | RusslandJana Romanowa Uljana Denissowa Nadeschda Tschastina   |
| 2    | DeutschlandJenny Adler Katharina Echter Ute Niziak            |
| 3    | TschechienKlára Moravcová Lenka Votočková Magda Rezlerová     |
| 4    | FrankreichCélia Bourgeois Anne Bailly Delphyne Peretto        |
| 5    | BelarusTazzjana Schyntar Ljudmila Kalintschyk Ljudmila Ananka |
| 6    | Volksrepublik ChinaCheng Xiaoni Yin Qiao Dong Xue             |
| 7    | KanadaLouise Weber Zina Kocher Marie Parent                   |
| 8    | SlowakeiZuzana Hasillová Monika Poliaková Jana Gereková       |
| 9    | PolenKrystyna Pałka Magdalena Nykiel Katarzyna Ponikwia       |
| 10   | NorwegenAnn Kristin Flatland Kaja Eckhoff Solveig Rogstad     |